# La République des Meteors
La République des Meteors è l'undicesimo album del gruppo francese Indochine uscito il 9 marzo 2009. Vende all'uscita più 400 000 copie.

## Il disco
La République des Meteors, ultimo album studio della band francese, è stato registrato tra settembre 2007 e agosto 2008 a Parigi e a Bruxelles. Il tema portante dell'intero album è la guerra e la sofferenza per la mancanza di una persona cara, che può derivare da un abbandono o dalla morte. Nicola ha preso ispirazione dagli scritti di Apollinaire e dalle lettere scritte alle proprie famiglie dai giovani soldati della prima guerra mondiale.
L'album inizia con il suono di una sirena d'allarme aereo e termina con un coro di voci in rivoluzione.
Pezzi come Junior Song, Little Dolls , il cui video è una rassegna di immagini di soldati e della prima guerra mondiale, Le Lac, in cui video Nicola è vestito con un uniforme della Grande guerra, Republika, Les aubes sont mortes , Le Grand Soir, La Lettre de métal che è una lettera di un padre al figlio prima di partire per il fronte, Union War in cui è un soldato che parla e esprime tutto il suo rifiuto per la guerra e la sua voglia di vivere e non morire al fronte, e Le Dernier Jour, hanno come tema la guerra. In Bye Bye Valentine  Nicola parla della tristezza che segue l'abbandono di un figlio, prefigurando il momento in cui sua figlia lo lascerà.
In Play Boy si ritorna ai temi classici della scoperta della sessualità, dell'omosessualità e dell'adolescenza, sempre molto cari a Sirkis.
Un ange à ma table è cantata con Suzanne Combeaud, che ne è anche coautrice.
Je t'aime tant cover del duo francese wave/punk Elli & Jacno che canta con la ex-moglie Gwen B e Suzanne Combeaud.
Per la prima volta nella storia del gruppo in copertina è ritratta la band che però è confusa con tantissimi personaggi storici come Arthur Rimbaud, Mahatma Gandhi e tanti altri.
L'album è uscito in 4 versioni:
- Cd unico con 16 tracce e 1 nascosta Tom & Gerry,
- Doppio cd: un cd con 16 tracce + 1 nascosta e un secondo cd che contiene 5 tracce e il video clip di You spin me round,
- Cofanetto Deluxe Edition che contiene il doppio album, il singolo Le lac, le foto del gruppo e il poster del concerto allo Stade de France. E in versione vinile.

## Le tracce
Primo Cd
Testi di Nicola Sirkis, musiche di Nicola Sirkis-Olivier Gérard-Marc Eliard-François Matuszenski-Boris Jardel.
1. Republika Meteor Ouverture – 0:56 (testo: Nicola Sirkis – musica: Nicola Sirkis-Olivier Gérard)
2. Go, Rimbaud go! – 4:08 (testo: Nicola Sirkis-Suzanne Combeaud – musica: Nicola Sirkis-Olivier Gérard)
3. Junior song – 3:09 (testo: Nicola Sirkis – musica: Nicola Sirkis-Olivier Gérard)
4. Little Dolls – 4:37 (testo: Nicola Sirkis – musica: Nicola Sirkis- Olivier Gérard- Marc Eliard)
5. Le grans Soir – 3:43 (testo: Nicola Sirkis- Rudy Leonet – musica: Nicola Sirkis-Olivier Gérard)
6. Un ange à ma table – 2:11 (testo: Nicola Sirkis-Suzanne Combeaud – musica: Nicola Sirkis-Olivier Gérard)
7. La letter de Métal – 3:41 (testo: Nicola Sirkis – musica: Nicola Sirkis-Olivier Gérard)
8. Le lac – 3:30 (testo: Nicola Sirkis – musica: Nicola Sirkis-François Matuszenski)
9. Republika – 4:15 (testo: Nicola Sirkis – musica: Nicola Sirkis-Olivier Gérard)
10. Play boy – 2:49 (testo: Nicola Sirkis – musica: Nicola Sirkis-Olivier Gérard)
11. L World – 3:53 (testo: Nicola Sirkis- Gwenaelle Bouchet – musica: Nicola Sirkis- Boris Jardel- Marc Eliard)
12. je t'aime tant – 3:04 (testo: Elli Medeiros – musica: Dennis Quilliard)
13. Bye Bye Valentine – 4:41 (testo: Nicola Sirkis – musica: Nicola Sirkis-Olivier Gérard)
14. Les aubes sont mortes – 4:04 (testo: Nicola Sirkis- Nathalie Dalain – musica: Nicola Sirkis- Olivier Gérard- Marc Eliard)
15. Union war – 3:17 (testo: Nicola Sirkis – musica: Nicola Sirkis)
16. Le dernier jour – 5:37 (testo: Nicola Sirkis – musica: Nicola Sirkis- Olivier Gérard)
17. Tom & Gerry (testo: Nicola Sirkis – musica: Nicola Sirkis- François Matuszenski) – traccia nascosta

Secondo Cd
Testi di Nicola Sirkis, musiche di Nicola Sirkis-Olivier Gérard.
1. We are the young – 3:49 (testo: Nicola Sirkis – musica: Nicola Sirkis-Olivier Gérard)
2. Mexicane Sindycate – 3:52 (testo: Nicola Sirkis – musica: Nicola Sirkis-Olivier Gérard)
3. You Spin Me Round (like a Record) – 3:15 (testo: Pete Burns, Steve Coy, Tim Lever, Mike Percy – musica: Pete Burns, Steve Coy, Tim Lever, Mike Percy)
4. Junior Song (a cappella) – 1:59 (testo: Nicola Sirkis – musica: Nicola Sirkis- Olivier Gérard)
5. Play boy (a cappella) – 2:49 (testo: Nicola Sirkis – musica: Nicola Sirkis-Olivier Gérard)

## I singoli
- Little Dolls
- Play boy
- Le lac
- Un ange à ma table
- Le dernier jour (17 agosto 2010)

## Formazione
- Nicola Sirkis voce, chitarre e tastiere
- Boris Jardel chitarre
- Olivier Gérard chitarre, tastiere, piano, ukulélé, batterie elettroniche
- Marc Eliard basso
- François Matuszenski piano e tastiere
- Mr Shoes batteria e percussioni